# マイエンフェルト
マイエンフェルト (Maienfeld) は、スイス連邦・グラウビュンデン州に所在する基礎自治体（ポリティッシェ・ゲマインデ）である。

## 概要
ヨハンナ・シュピリの児童文学小説『ハイディ（ハイジ）』（邦題：アルプスの少女ハイジ）の舞台とされている（マイエンフェルトの近くにあるイェニンス村が舞台である）。『アルプスの少女ハイジ』の影響により、世界中から観光客が訪れている（中でも最も日本人観光客が多い）。ローマ時代からの歴史を持つブランディス城をはじめ、ハイジの泉やハイジハウス（ハイジ博物館）などが所在する。
美しいブドウ畑が広がるワインの産地にもなっている。

## ギャラリー

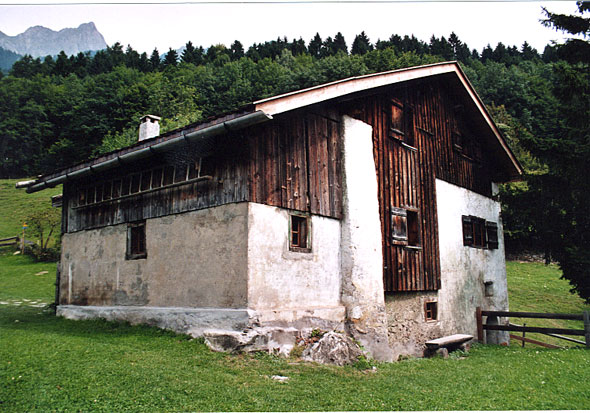
再現されたハイジの家